# Động đất ngoài khơi Miyagi 2003
Động đất ngoài khơi Miyagi 2003 (宮城県沖地震 (2003年)) là trận động đất xảy ra vào lúc 18:24 (JST), ngày 26 tháng 5 năm 2003. Trận động đất có cường độ 7.1 richter, tâm chấn độ sâu khoảng 72 km. Không có cảnh báo sóng thần cho trận động đất này. Hậu quả trận động đất đã làm 174 người bị thương.